# زنبقيات سبخية
الزنبقيات السبخية (الاسم العلمي Nartheciaceae) فصيلة نباتات عشبية مزهرة مصنفة ضمن نظام المجموعة الثالثة لعلم تطور سلالات مغطاة البذور وتنتمي إلى رتبة الديسقوريات. أنواعها 35 ضمن خمسة أجناس وهي كتالي:
1. حشيشة آلاغ
2. Lophiola
3. Metanarthecium
4. Narthecium
5. Nietneria

## روابط خارجية
- Aletris in the Flora of North America en in the Flora of China
- Aletris farinosa: pictures نسخة محفوظة 28 فبراير 2015 على موقع واي باك مشين., description
- Lophiola in the Flora of North America and at the USDA
- Narthecium in the Flora of North America
- NCBI Taxonomy Browser
- links at CSDL, Texas نسخة محفوظة 12 أكتوبر 2008 على موقع واي باك مشين.
- Angiosperm Phylogeny Website